# 石谷憲男
石谷 憲男（いしたに のりお、1908年（明治41年）1月10日 - 1966年（昭和41年）9月20日）は、昭和期の農林官僚、政治家。林野庁長官、参議院議員。鳥取県会議長を務めた石谷源蔵の孫。

## 経歴
鳥取県八頭郡智頭町出身。 1931年（昭和6年）東京帝国大学農学部卒業後、農林省に入り、秋田営林局を最初に一貫して林政に努め、鳥取営林署長も務めた。以後、経済安定本部林産課長、林野庁計画課長、同業務部長などを歴任。1955年（昭和30年）11月、林野庁長官に就任し1958年（昭和33年）6月まで在任した。
1959年（昭和34年）6月、第5回参議院議員通常選挙に全国区から自由民主党公認で立候補して当選し1期在任。参議院地方行政委員長、国立公園審議会委員、鳥獣審議会委員などを務めた。1965年（昭和40年）7月の第7回通常選挙（全国区、自由民主党）に立候補したが落選した。
1966年（昭和41年）9月20日、死去した。58歳没。同月22日、特旨を以て位四級を追陞され、死没日をもって従六位から従四位勲三等に叙され、旭日中綬章を追贈された。

## 人物像
- 宗教は真言宗。趣味は旅行。

## 著作
- 『森林計画の解説』林材新聞社、1951年。

## 関連人物
- 石谷伝四郎